# Sévis
Sévis foi uma comuna francesa na região administrativa da Normandia, no departamento de Sena Marítimo. Estendia-se por uma área de 6,46 km². Em 2010 a comuna tinha 344 habitantes (densidade: 53,3 hab./km²).
Em 1 de janeiro de 2019, passou a formar parte da nova comuna de Val-de-Scie.